# Raymond Benson
Pour les articles homonymes, voir Benson.
Raymond Benson, né le 6 septembre 1955 à Midland (Texas), est un écrivain américain.

## Biographie
Raymond Benson grandit à Odessa, au Texas, où il s'intéresse aux arts et plus particulièrement à la musique et au théâtre. Il devient également cinéphile et lit énormément de livres.
Il fait alors ses études à Austin, capitale du Texas, et étudie en section « Arts Dramatiques ».
Il se lance alors dans une carrière de compositeur de musique de spectacle et de metteur en scène. En 1979, il part pour New York où il compose des musiques et met en scène des spectacles à Broadway.
En 1981, il se lance dans un projet personnel de rédaction d'un livre sur James Bond qui aborderait tous les aspects du mythe. À l'époque, ce type de document n'avait jamais été fait et très vite, un éditeur est intéressé par l'ouvrage. Publié en 1984, The James Bond Bedside Companion reçoit un Edgar Allan Poe Award et devient rapidement l'ouvrage ultime consacré à James Bond.
Raymond Benson devient le vice-président du James Bond 007 fan Club, situé à New York. Il contribue également en tant « qu'expert ès-James Bond » à de nombreux magazines spécialisés. Il conçoit également un scénario pour le jeu de rôle : You Only Live Twice II et est recruté par Glidrose Publications pour mettre en scène une adaptation théâtrale de Espions faites vos jeux. Le projet ne verra pourtant pas le jour.
Spécialiste des jeux vidéo, Raymond Benson conçoit les jeux Dangereusement vôtre (1985) et Goldfinger (1986). Il donne également à la même époque des cours sur James Bond à l'université.
En 1987, il est marié à Randi Frank et est devenu le père d'un garçon nommé Max. Il retourne à Austin, où il se lance dans la conception de nombreux scénarios de jeux vidéo qui lui apportent plusieurs prix. Considéré alors comme le plus grand expert concernant James Bond, il est contacté par Glidrose Publications pour prendre la relève de John Gardner, après le départ de ce dernier, en tant qu'auteur de romans de James Bond. Raymond Benson publiera entre 1997 et 2002, six romans originaux, trois nouvelles et rédige trois novélisations de films de James Bond.
En 2003, Raymond Benson décide d'abandonner les romans de James Bond et rédige ses propres récits. Il publie deux polars, une étude sur le groupe de rock progressif Jethro Tull et sous le pseudonyme de David Michaels devient l'auteur du best-seller Tom Clancy's Splinter Cell, série de romans tirés du jeu vidéo du même nom.
Il enseigne également à l'université de Palatine, dans l'Illinois, où il donne des cours sur Alfred Hitchcock, Stanley Kubrick et James Bond.

## Œuvre

### Romans

#### SérieJames Bond
- Tomorrow Never Dies (1997)
- Zero Minus Ten (1997)
- The Facts of Death (1998)
- High Time To Kill (1999)
- The World Is Not Enough (1999)
- Doubleshot (2000)
- Never Dream of Dying (2001)
- The Man with the Red Tattoo (2002)
- Die Another Day (2002)

#### SérieSpike Berenger
- A Hard Day’s Death (2008)
- Dark Side of the Morgue (2009)

#### SérieJudy Cooper
- The Black Stiletto (2011)
- The Black Stiletto: Black and White (2012)
- The Black Stiletto: Stars and Stripes (2013)
- The Black Stiletto: Secrets and Lies (2014)
- Endings & Beginnings (2014)

#### Autres romans
- Evil Hours (2001)
- Face Blind (2003)
- Sweetie’s Diamonds (2006)
- Metal Gear Solid (2008)
- Homefront: The Voice of Freedom (2011) (coécrit avec John Milius)
- Artifact of Evil (2011)
- Torment: A Love Story (2011)
- Hitman: Damnation (2012)
- The Secrets on Chicory Lane (2017)
- In the Hush of the Night (2018)
- Blues in the Dark (2019)
- The Mad, Mad Murders of Marigold Way (2022)